# 尼古拉·莱罗塔列
尼古拉·莱罗塔列（義大利語：Nicola Legrottaglie，1976年10月20日—），是一名意大利足球运动员，司职中堅，曾效力于卡塔尼亚，現為佩斯卡拉教練。

## 职业生涯
莱罗塔列出身于巴里。1998年，他加盟意乙俱乐部切沃，随后陆续以租借身份效力于一些低级别的俱乐部。2001年，莱罗塔列返回切沃，在接下来的2年中表现出色，于2003年加盟意甲豪门尤文图斯。
2003-2004赛季，莱罗塔列作为球队中的重要成员，全季出场21次，攻入2球。然而在新教练法比奥·卡佩罗入主后，莱罗塔列失去了主力位置，于2005年1月被租借至博洛尼亚，随后又为锡耶纳效力了1个赛季。2006-07赛季，尤文图斯因足球丑闻被降至乙级联赛，莱罗塔列得以回归，在该季共为球队上场10次。
2007-08赛季初，莱罗塔列仍然在替补席上度过。然而球队新援若热·安德拉德在对罗马的比赛中遭受重伤，莱罗塔列得以替代他成为主力。至赛季结束，莱罗塔列与队友乔吉奥·基耶利尼组成的中卫搭档上场14次，仅失9球，为尤文图斯重返欧洲冠军联赛立下了汗马功劳。2007年10月，因其出色的表现，尤文图斯又同他签下了一份为期两年的新合同。
2008年8月18日，莱罗塔列于4年后重返意大利国家队，顶替受伤退出的队友基耶利尼。
2011年8月，意甲卡塔尼亚俱乐部宣布老将莱罗塔列自由加盟，双方签约至2013年。  

## 国际比赛进球
| #  | 日期          | 地点       | 对手 | 比分        | 比赛   |
| -- | ------------- | ---------- | ---- | ----------- | ------ |
| 1. | 2003年4月30日 | 瑞士日内瓦 | 瑞士 | 意大利2-1胜 | 友谊赛 |

## 教练生涯
莱罗塔列于2013-14赛季结束时作为球员退役，当时他将近38岁。随后，他在18年后回到了巴里，被任命为U17的主教练。
2015年7月，莱罗塔列首次担任主教练，接受了西西里联赛俱乐部S.S. Akragas Città dei Templi的邀请。次年1月，他因成绩不佳而辞职 。2017年1月9日，被任命为意大利顶级联赛卡利亚里的马西莫·拉斯泰利的助理教练。10月，随着后者被解雇，他也离开了。
2019年6月24日，莱罗塔列被宣布为佩斯卡拉的新任19岁以下主教练。2020年1月21日，在卢恰诺·扎乌里辞去职务后，他被提升为主教练。

## 个人生活
莱罗塔列在2009年的自传中谴责了同性恋，根据他的基督教信仰称其为 "罪"，这引起了争议。他是意大利福音派联盟（世界福音派联盟的后代）的成员，这是一个新教的教派，也是基督运动员的成员。同样出于信仰的原因，他与妻子Erika在结婚前的五年里没有发生过性关系。